# 朱玉庭
朱玉庭（1909年—1997年），男，湖北巴东人，中华人民共和国军事人物，中国人民解放军少将，曾任成都军区副参谋长。